# Alfred Pöllath
Alfred Pöllath (né le 18 décembre 1916 à Dettnach, Kastl et mort le 4 octobre 1996 à Amberg) est un homme politique allemand (BP).

## Biographie
Pöllath est diplômé de l'école primaire de Kastl et fait ensuite un apprentissage d'artisan. Il travaille comme compagnon. Il suit également des cours d'agriculture et travaille dans des fermes. En 1939, il devient indépendant en tant que transporteur et négociant en bois. Pendant la Seconde Guerre mondiale, il sert comme soldat sur le front de l'Est.
En 1954, il est élu au Landtag de Bavière dans la circonscription du Haut-Palatinat et réélu en 1958. Il est député du Landtag jusqu'en 1962. Au cours de cette période, il est, entre autres, membre du Comité des plaintes et des réclamations, du Comité de Bavière-Palatinat et secrétaire du Comité des questions frontalières. Au cours de la 4e législature, de 1958 à 1962, il est le premier secrétaire du présidium du Landtag. En 1959, il fait partie de la 3e assemblée fédérale. Il est également membre du conseil consultatif de la prison de la prison d'Amberg (de) de 1955 à 1962. Avec l'enseignant Siegl, le commerçant Prinz, le gérant de l'entrepôt Metzner et le médecin Dr Kraus, il organise au début des années 1950 le premier jeu Schweppermann (de) de Kastler par l'intermédiaire de l'office du tourisme.